# Carl Mayrhofer
Carl Mayrhofer, né le 2 juin 1837 en Autriche, mort le 3 juin 1882 à Františkovy Lázně, était un médecin qui contribua à établir l'origine microbienne de la fièvre puerpérale,.